# Capu Codrului, Suceava
Capu Codrului este un sat în comuna Păltinoasa din județul Suceava, Bucovina, România.

## Scurt istoric
Satul Capu Codrului este menționat în documentele de la începutul secolului XVI. 
Al doilea sat București din istoria României, după Zvoriștea, numită, în uricele lui Roman Vodă, din 30 mai 1392, Bucurăuți, a fost atestat abia în 21 decembrie 1514, când superbul fecior al lui Ștefan cel Mare și Sfânt, Bogdan-Vlad, cunoscut în istorie drept Bogdan cel Orb, după ce-și pierduse un ochi în bătălie, cumpăra de la Luca Ilișescul, fiul Anei, nepotul lui Ivan Corlat, satul „București pe apa Moldovei, mai sus de Berchișești”, sat numit, începând din 1783 și 1784, Capucodrului și „Capucodrului încoace de apa Moldovei”, pentru a se diferenția de Capu Câmpului, numit, tot pe atunci, „Capucodrului dencolo de apă”.
În 21 decembrie 1514, când, după ce cumpărase satul București, Bogdan-Vlad Vodă îl dăruia Mănăstirii Voroneț, s-a făcut și o hotarnică, reluată și de hotarnicele de mai târziu, în care se întâlneau, printre altele, toponimele La Vlad, Câmpul lui Miclin, Pârâul Bălcoaiei, Pârâul Muncelului, Pârâul Runcul, Pârâul Toplița, Pârâul Voroneciorul, Poiana, Țarina lui Micle, Țarina Muncelului și Moara lui Isac, toponime care încredințează memoria unor străbuni localnici unui neam lipsit de memorie.
Ca iobagi ai călugărilor de la Mănăstirea Voroneț, bucureștenii Bucovinei au fost, generație de generație, martorii deselor conflicte hotarnice dintre călugării de la Moldovița, care stăpâneau Berchișeștii (cumpărat de Petru Rareș de la Toader Corlat și dăruit mănăstirii), și cei de la Voroneț, care stăpâneau Capu Codrului.
„Certurile mănăstirești”, cum le numea cărturarul interbelic Procopie Jitariu, în superba monografie folclorică a satului său natal, Berchișeștii, au dominat secolele cu „neînțelegeri, neîntrerupte sfezi, urmate de reclamații, de judecăți, de recursuri, scrieri de apărare și de fixarea, din nou, a hotarelor”. Ba se plânge Calistru, egumenul de la Voroneț, de purtarea abuzivă a călugărilor lui Teofan, egumenul de la Moldovița, ba se plânge Benedict al Moldoviței de abuzurile călugărilor egumenului Macari de la Voroneț, iar domnii Moldovei trimit ispravnici, ba chiar și un mare căpitan de Soroca, să-i aducă pe calea luminoasă a înțelegerii lumești pe înalt prea sfințiții negri ai averilor mănăstirești.
Și-atât s-au tot certat și pârât călugării între ei, încât nici n-au prea avut cum să bage de seamă că trec veacurile, că vin austriecii și, mai rău decât atât, averile lumești se secularizează, în 1783-1786, adică trec în proprietatea statului, dar și în proprietatea foștilor obști de iobagi mănăstirești.
„Astfel, vechiul hotar de pe pârâul Lupoaei, care despărțea Berchișeștiul de Capucodrului, pricina atâtor înverșunate certuri, a fost împins spre apus, până în pârâuțul Codrenilor”, consemna Procopie Jitariu. Scăpați de teroare călugărească, dar și îngrijorați de posibila ei revenire, și la Capu Codrului, ca și la Berchișești, „în scurtă vreme numai, sătenii au împrejmuit satul și imașul, la un loc, cu gard înalt de nuiele ori cu șanțuri adânci; au separat și pădurea de imașurile corlățenilor și codrenilor și mai acătării... Din sat și imaș, sătenii au construit o adevărată cetate”. 
În 1772, conform izvodului Mănăstirii Voroneț, satul București avea 70 familii, cu 1.232 stânjeni „loc de hrană”, adică teren arabil.
În 1774, satul avea, conform Topographiei lui Werenka, doar 56 familii, dar numărul familiilor crește, până în 1784, la 111, în tabelul parohiilor fiind menționate „Capucodrului încoace de apa Moldovei” (Capu Codrului) și „Capucodrului dencolo de apă” (Capu Câmpului).
Din Ardeal, au venit la Capu Codrului, conform Consignațiunilor lui Enzenberg, din 27 ianuarie 1778, familiile lui Florea MUNTEAN și Grigore FLOREA din Dumitra, familia lui Șandru BÂRSAN din Budoi, familiile fraților Ștefan, Istrati și Grigore MOROȘAN din Moisei, familia lui Nichita LEȘAN din Leșu Ilvei, holteiul Ștefan MORARIU din Dumbrava, familia lui Grigori I. RUSU din Aragniz, familia lui Doroftei BUTURLĂ din Argalia, familiile lui Iosif UNGUREAN și Georgiță ALBU din Herina, familia lui Maftei STRUȚU din Toplița și familia lui Sandu BÂRSAN din Cașin. 

## Recensământul din 1930
Componența etnică a satului Capu Codrului
     Români (92,5%)
     Germani (4,5%)
     Evrei (2,5%)
     Ruși (0,5%)
Componența confesională a satului Capu Codrului
     Ortodocși (95,5%)
     Romano-catolici (2,15%)
     Mozaici (2%)
     Altă religie (0,35%)
Conform recensământului efectuat în 1930, populația satului Capu Codrului se ridica la 2.072 locuitori. Majoritatea locuitorilor erau români (92,5%), cu o minoritate de germani (4,5%), una de ruși (0,5%) și una de evrei (2,5%). Din punct de vedere confesional, majoritatea locuitorilor erau ortodocși (95,5%), dar existau și minorități de romano-catolici (2,15%) și mozaici (2,0%). Restul locuitorilor au declarat: baptiști (4 persoane), evanghelici\luterani (9 persoane), greco-catolici (7 persoane) și adventiști (12 persoane).

## Personalități
- Irimie Catargiu (n. 1935), demnitar comunist, membru al CC al PCR, deputat în Marea Adunare Națională

## Imagini

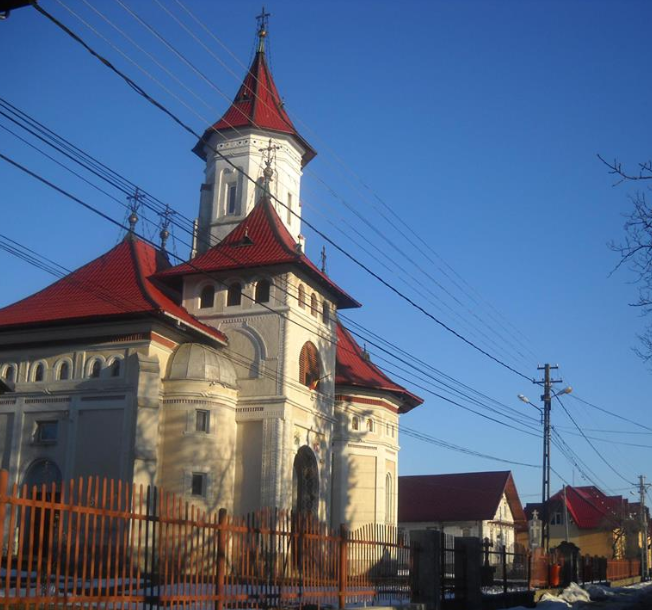
Vechea biserica a satului cu hramul Nașterii Sfântului Ioan Botezatorul
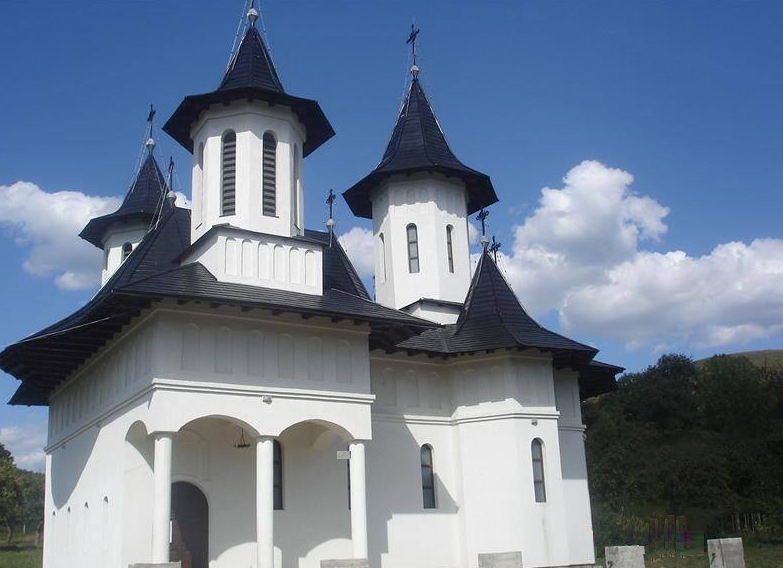
Noua biserica a satului ce poarta hramurile Sf. Pantelimon și Acoperământul Maicii Domnului

1. ↑  "Povestea asezarilor bucovinene" Ion DRĂGUȘANUL, august, 2013, accesat 3 octombrie 2013